# Carlos Bordalo
Carlos Alberto Barros Bordalo, mais conhecido como Carlos Bordalo ou apenas Bordalo (Breves, 11 de abril de 1958) é um político brasileiro. Filiado ao Partido dos Trabalhadores (PT), desde 2007, exerce o cargo de deputado estadual do Pará.

## Biografia

### Primeiros anos
Bordalo nasceu em Breves, município do interior do estado do Pará, no ano de 1958.

### Política
Iniciou sua militância política em setores católicos, na pastoral da juventude da igreja de São Sebastião.
Filiou-se ao Partido dos Trabalhadores (PT) e no ano de 1998, disputou seu primeiro pleito. Foi candidato a deputado estadual do Pará, recebendo 7.795 votos, sendo suplente ao cargo. No ano de 2002, novamente candidatou-se ao cargo, obtendo novamente a suplência. Durante a gestão da prefeitura de Belém de Edmilson Rodrigues (PT), Bordalo foi secretário da economia do município.
Em 2002, foi eleito pela primeira vez a um cargo eletivo. Pelo PT, foi eleito vereador de Belém após receber 6.188 votos. Sem terminar o mandato, em 2006, licenciou-se o cargo de vereança e candidatou-se como deputado estadual, sendo eleito após receber 26.608 votos.
Sempre filiado ao PT, desde 2010, vêm sendo reeleito ao cargo de deputado estadual do Pará, atualmente está no seu quinto mandato na Assembleia Legislativa do Pará (ALEPA). Como parlamentar, Bordalo já foi presidente em sete mandatos da comissão dos direitos humanos da ALEPA.

#### Desempenho eleitoral
| Ano  | Cargo                     | Votos  | Resultado | Ref.   |
| ---- | ------------------------- | ------ | --------- | ------ |
| 1998 | Deputado estadual do Pará | 7.795  | Suplente  | [ 6 ]  |
| 2002 | Deputado estadual do Pará | 17.300 | Suplente  | [ 7 ]  |
| 2004 | Vereador de Belém         | 6.188  | Eleito    | [ 10 ] |
| 2006 | Deputado estadual do Pará | 26.608 | Eleito    | [ 11 ] |
| 2010 | Deputado estadual do Pará | 45.075 | Eleito    | [ 15 ] |
| 2014 | Deputado estadual do Pará | 40.163 | Eleito    | [ 16 ] |
| 2018 | Deputado estadual do Pará | 49.854 | Eleito    | [ 17 ] |
| 2022 | Deputado estadual do Pará | 34.238 | Eleito    | [ 18 ] |